# Eritreia nos Jogos Olímpicos de Verão de 2004
A Eritreia competiu nos Jogos Olímpicos de Verão de 2004, em Atenas, na Grécia.

## Medalhista

### Bronze
- Atletismo - 10.000 metros masculino: Zersenay Tadese